# دي12 (فرقة)
دي12 (المعروفة أيضا باسم D - 12، والدرزن القذرة، D-Twizzy، D-Tizzle وديترويت اثنا عشر) هي فرقة هيب هوب أمريكية من مدينة ديترويت، ميشيغان. دي12 لها ألبومات تصدرت لأعلي المراتب في الولايات المتحدة وأستراليا. تأسست في عام 1996 ولكن حققت فقط النجاح بسبب أحد أعضاءها إيمينيم، الذي ارتقى إلى الشهرة الدولية والنجومية.

## روابط خارجية
- دي 12 على موقع ميوزك برينز (الإنجليزية)
- دي 12 على موقع أول ميوزيك (الإنجليزية)
- دي 12 على موقع ديسكوغز (الإنجليزية)